# El Bonillo
El Bonillo – gmina w Hiszpanii, w prowincji Albacete, w Kastylii-La Mancha, o powierzchni 502,66 km². W 2011 roku gmina liczyła 3012 mieszkańców.